# Menschen des 20. Jahrhunderts
Menschen des 20. Jahrhunderts ist ein Photoprojekt des Photographen August Sander, das der neuen Sachlichkeit zugeordnet wird. Das Konzept des Werkes geht auf das Jahr 1925 zurück, in dem Sander in einem handschriftlichen Entwurf und in einem Brief an Erich Stenger das Werk skizzierte. Ihm ging es darum, die porträtierten Personen unbedingt wahrheitsgetreu und in ihrer ganzen Psychologie wiederzugeben. Die Originalphotos und Negative befinden sich gegenwärtig im August Sander Archiv, das von der SK Stiftung Kultur in Köln betreut wird.

## Inhalt
Das Buch gliedert sich in eine sog. Stammmappe und sieben Gruppen, die ihrerseits in insgesamt 45 Mappen unterteilt sind, von denen einige wiederum eine Unterverteilung haben. Pro Mappe waren ursprünglich 12 Porträts geplant. Im endgültig veröffentlichten Buch sind insgesamt 619 Porträts abgebildet. Obwohl auch bekannte Persönlichkeiten abgebildet werden, werden nur wenige mit Namen genannt, meist nur ihr Beruf oder Stand. Eine besondere Stellung nimmt die Mappe 36 ein, weil dort neben Abbildungen von einzelnen oder wenigen Menschen auch anonyme Gruppen und auch reine Objekte wie die Wuppertaler Schwebebahn und der „Feurige Elias“ (Vorgebirgsbahn zwischen Bonn und Köln) abgebildet sind. In den Ausgaben von 2002 und 2010 sind alle Bilder dreisprachig in Deutsch, Englisch und Französisch betitelt. Die Bilder sind über das 'The August Sander Project' einsehbar.
| Stammmappe                                     |
|                                                |
| Gruppe I                                       |
| Der Bauer                                      |
| 1 Der Jungbauer                                |
| 2 Das Bauernkind und die Mutter                |
| 3 Bauernfamilie                                |
| 4 Der Bauer – sein Leben und Wirken            |
| 5 Bauerntypen                                  |
| 6 Der Kleinstädter                             |
| 7 Der Sport                                    |
|                                                |
|                                                |
| Gruppe II                                      |
| Der Handwerker                                 |
| 8 Der Handwerksmeister                         |
| 9 Der Industrielle                             |
| 10 Der Arbeiter – sein Leben und Wirken        |
| 11 Arbeitertypen – physisch und geistig        |
| 12 Der Techniker und Erfinder                  |
|                                                |
|                                                |
| Gruppe III                                     |
| Die Frau                                       |
| 13 Die Frau und der Mann                       |
| 14 Die Frau und das Kind                       |
| 15 Die Familie                                 |
| 16 Die elegante Frau                           |
| 17 Die Frau im geistigen und praktischen Beruf |

| Gruppe IV                        |
| Die Stände                       |
| 18 Der Student                   |
| 19 Der Gelehrte                  |
| 20 Der Beamte                    |
| 21 Der Arzt und Apotheker        |
| 22 Der Richter und Rechtsanwalt  |
| 23 Der Soldat                    |
| 23a Der Nationalsozialist        |
| 24 Der Aristokrat                |
| 25 Der Geistliche                |
| 26 Der Lehrer und Pädagoge       |
| 27 Der Kaufmann                  |
| 28 Der Politiker                 |
|                                  |
|                                  |
| Gruppe V                         |
| Die Künstler                     |
| 29 Der Schriftsteller            |
| 30 Der Schauspieler              |
| 31 Der Architekt und Baukünstler |
| 32 Der Bildhauer                 |
| 33 Der Maler                     |
| 34 Der Komponist                 |
| 35 Der reproduzierende Musiker   |

| Gruppe VI                                      |
| Die Großstadt                                  |
| 36 Die Straße – Leben und Treiben              |
| 37 Fahrendes Volk – Jahrmarkt und Zirkus       |
| 38 Fahrendes Volk – Zigeuner und Landstreicher |
| 39 Von den Festlichkeiten                      |
| 40 Jugend der Großstadt                        |
| 41 Die Dienenden                               |
| 42 Typen und Gestalten der Großstadt           |
| 43 Menschen, die an meine Tür kamen            |
| 44 Verfolgte                                   |
| 44a Politische Gefangene                       |
| 44b Fremdarbeiter                              |
|                                                |
|                                                |
| Gruppe VII                                     |
| Die letzten Menschen                           |
| 45 Idioten, Kranke, Irre und die Materie       |

Zu Beginn des 20. Jahrhunderts reiste August Sander regelmäßig in den Hunsrück und den Westerwald, um dort die Bauern und Handwerker zu fotografieren. Dies war zu dieser Zeit seine Haupteinnahmequelle. Aus diesem Fundus stammen fast alle Bilder der Stammmappe und viele der ersten beiden Gruppen (Bauer und Handwerker). Auch einige seiner bekanntesten Bilder stammen aus dieser Zeit, wie z.B, das Bild 'Jungbauern' aus der ersten Mappe, auch wenn sich später herausstellte, dass die abgebildeten jungen Männer Bergleute waren und bestenfalls Nebenerwerbs-Bauern. Die Bilder der anderen Mappen stammen überwiegend aus seiner Kölner Zeit.
Einige Bilder aus der Sammlung haben einen fast schon ikonischen Status erhalten, so das schon erwähnte Bild „Jungbauern“ aber auch die Bilder „Handlanger“, „Konditor“, „Boxer“ und „Apotheker“.

## Editionsgeschichte
Zu Sanders Lebzeiten wurden nur Auszüge und Vorprojekte in Buchform oder in Ausstellungen veröffentlicht. Das erste Konzept des Projektes wurde bereits 1925 von August Sander handschriftlich formuliert und am 21. Juli des Jahres in einem Brief an Erich Stenger geschickt. Dieser Brief lagert im Original in der Sammlung Agfa der Sammlung Ludwig. Bis 1927 war das Konzept soweit überarbeitet, dass es weitestgehend der Form entsprach, das in den Büchern von 2002 und 2010 realisiert wurde. Eine Abbildung des maschinengeschriebenen Konzeptes mit nachträglichen handschriftlichen Ergänzungen findet sich in einem Essay von Gabriele Conrath-Scholl und Susanne Lange, das sowohl im Studienband zur siebenbändigen Werkausgabe, wie auch als erweitertes Vorwort in der einbändigen Ausgabe von 2010 abgedruckt ist. Sander führte im Brief an Stenger aus, dass mit den Mitteln der Photographie „ein Spiegel der Zeit erstellt werden könne, in dem die portraitierten Menschen leben.“ Zudem wolle er mit Hilfe der reinen Photographie Bildnisse schaffen, um „die Betreffenden unbedingt wahrheitsgetreu und in ihrer ganzen Psychologie wiederzugeben.“

### Vorprojekte

#### Vorprojekte zu Lebzeiten
1927 wurden in einer Ausstellung im Kölnischen Kunstverein 60 Bilder unter dem Titel Antlitz der Zeit gezeigt, die 1929 in Buchform veröffentlicht wurden.
- Antlitz der Zeit. Sechzig Aufnahmen deutscher Menschen des 20. Jahrhunderts. Mit dem einleitenden Essay „Von Gesichtern, Bildern und ihrer Wahrheit“ von Alfred Döblin. Kurt Wolff Verlag/Transmare Verlag, München 1929. Dieses Werk wurde 1959 in der Sanders gewidmeten Ausgabe der Kulturellen Monatsschrift ergänzt mit Texten von Golo Mann und Manuel Gasser erneut gedruckt.

Das Vorhaben, dieses Werk erweitert zu veröffentlichen, wurde vorangetrieben und es gab schon Subscriptionspläne. Diese Pläne mussten aber aufgegeben werden, als der Verleger Kurt Wolf 1930 den Verlag veräußerte. Da schon die Ausstellung und das Buch 'Antlitz der Zeit' in rechtsgerichteten Kreisen nicht positiv aufgenommen wurde, so merkte Franz Evers an, dass eine aufbauende Kraft fehle und weiter:„Das Werk ist Revolte und will offensichtlich Revolte sein. [...] Wir wollen auch ein anderes Antlitz der Zeit sehen. Eine physiognomische Sammlung wahrhaft königlicher Bauern“. war abzusehen, dass unter den Nationalsozialisten dieses Werk nicht befördert würde. Ab 1936 konnte das Buch Antlitz der Zeit nicht mehr ausgeliefert werden und die Druckstöcke wurden vernichtet.
1962 wurden 80 Bilder in Buchform veröffentlicht
- Deutschenspiegel. Menschen des 20. Jahrhunderts Mit einer Einleitung von Heinrich Lützeler. Sigbert Mohn Verlag, Gütersloh 1962.

#### Posthume Vorprojekte
Nach August Sanders Tod übernahm sein Sohn Gunther (1907–1987) den Nachlass und begann eine wissenschaftliche Aufarbeitung mit dem Ziel u. a. das Projekt „Menschen des 20. Jahrhunderts“ zu realisieren. Das erste Ergebnis war das Buch
- Menschen ohne Maske mit einem biographischen Text von Gunther Sander und einem Vorwort von Golo Mann C.J. Bucher, Luzern, 1971

das allerdings nur 234 der gut 600 von August Sander projektierten Bilder enthielt.
In den folgenden Jahren setzte Gunther Sander die Arbeit am Projekt „Menschen des 20. Jahrhunderts“ fort und konnte im Jahr 1980 ein weiteres Buch veröffentlichen, das diesmal 431 Aufnahmen enthielt. Die Reihenfolge der Gruppen und Mappen war aber teilweise noch eine andere als in der endgültigen Edition.
- August Sander: Menschen des 20. Jahrhunderts : Portraitphotographien von 1892–1952. Hrsg. von Gunther Sander. Text von Ulrich Keller Schirmer-Mosel 1980.

### Postume Edition des Werkes
1992 veräußerte der Enkel von August Sander, Gerd Sander (* 1940), dessen Nachlass an die Kulturstiftung Stadtsparkasse Köln, aus der die SK Stiftung Kultur der Sparkasse KölnBonn hervorging. Dies erfolgte unter der Prämisse, dass der Nachlass einer weiteren Erforschung zur Verfügung stehen soll und eine endgültige Veröffentlichung der Projekte von August Sander zu erfolgen habe. Neben Menschen des 20. Jahrhunderts war es insbesondere das Projekt Köln wie es war, das 2009 in Zusammenarbeit mit dem Kölnischen Stadtmuseum im Emons Verlag erschien.
Das Ergebnis der Arbeit zu „Menschen des 20. Jahrhunderts“ war eine 2002 erschienene siebenbändige Ausgabe, die unter Mitarbeit von Gabriele Conrath Scholl, Susanne Lange, Gerd Sander, Claudia Schubert und Raijka Knippers erarbeitet wurde. Sie enthielt 619 Aufnahmen. Von den insgesamt etwa 11.000 erhaltenen Negativen des August Sander Archivs konnten rund 2.000 Negative dem Projekt Menschen des 20. Jahrhunderts zugeordnet werden, 200 davon mit direkten handschriftlichen Hinweisen von August Sander auf den Negativen. Speziell die Bilder der Stammmappe wurden von August Sander schon zu Lebzeiten explizit benannt und auch schon in Antlitz der Zeit und Deutschenspiegel. Menschen des 20. Jahrhunderts verwendet. Die restlichen Bilder konnten aufgrund von Anmerkungen im Nachlass oder aus anderen Sammlungen identifiziert werden. Pro Band wurde eine der oben genannten Gruppen abgedruckt, die Stammmappe wurde in Band 1 eingefügt. Zu dieser Ausgabe erschien ein Studienband mit Beiträgen u. a. von Gabriele Conrath Scholl, Susanne Lange, Otto Dann, Janos Frecot, L. Fritz Gruber (der 1951 die Ausstellung von Bildern August Sanders auf der Photokina kuratierte), Klaus Honnef und Hans-Georg Bögner. Drucktechnisch wurde das hochwertige Tritone-Verfahren verwendet, dass im optischen Eindruck einem Originalabzug näher kommt und die Vorgabe Sanders berücksichtigt, dass pro Doppelseite nur rechts ein Bild gedruckt wird.
2010 erschien eine einbändige Ausgabe des Werkes, die weitestgehend inhaltsgleich zur siebenbändigen Ausgabe ist. Die Bilder wurden für diese Ausgabe von Jean-Luc Differdange, der im Photostudio Sander seine Photographenausbildung absolvierte, von Hand von den Originalnegativen abgezogen und teilweise retuschiert. Unterschiede waren eine teilweise unterschiedliche Reihenfolge der Bilder innerhalb der Mappen und dass davon abgewichen wurde, pro Doppelseite nur ein Bild zu zeigen. So wurde der Umfang auf etwa 800 Seiten verringert. Des Weiteren wurde die Größe einiger Bilder leicht verändert, um ein ausgewogeneres Gesamtbild zu erzielen. Durch diese Änderungen sollte eine „aufschlussreiche Gegenüberstellung und eine proportionale Ausgewogenheit“ erzielt werden. Nur bei der Stammmappe wurde das Konzept, dass ein Bild pro Doppelseite abzubilden sei, beibehalten. Eine inhaltliche Änderung ergab sich, weil in der 2002er Ausgabe das Bild des Malers Filippo Figari fälschlicherweise seinem Bruder Renato zugeordnet wurde und in der Mappe Der Richter und Rechtsanwalt abgebildet wurde. in der 2010er Ausgabe wurde dieses Bild dann in die Mappe Der Maler eingeordnet.

## Rezeption

### Rezensionen in Publikumsmedien
- Kurt Tucholsky schrieb 1930 über Antlitz der Zeit: „Sander hat keine Menschen, sondern Typen fotografiert. Menschen, die so sehr ihre Klasse, ihren Stand, ihre Kaste repräsentieren, dass das Individuum für die Gruppe genommen werden darf.“[17]

Seit der Herausgabe des Buches in der Form, wie es Sander vorschwebte, wurde es mehrfach rezensiert.
- Konstanze Crüwell schrieb in der Frankfurter Allgemeinen: „August Sander suchte Typen darzustellen, typische Repräsentanten also eines bestimmten beruflichen oder gesellschaftlichen Standes. Und es gelang ihm offenbar, seinen Sujets sehr nahe zu kommen, was sich im künstlerischen Mehrwert dieser eindringlichen Menschenbilder zeigt: Manche Porträts wirken in ihrer Individualität so lebensvoll, so anziehend oder abstoßend, daß wir fast meinen, wir könnten uns ihre Geschichte vorstellen“[18]
- Susanne Böckers merkte im Kölner Stadt Anzeiger an: „Was Sanders Intention anbetrifft, mit rein fotografischen Mitteln und in Anlehnung an wissenschaftliche Methoden ein physiognomisches Zeitbild zu erstellen, so ist ihm im Laufe der Jahrzehnte nicht nur die Zeit davon gelaufen. Trotz des scheinbar rigiden Konzepts hat er gar nicht versucht, eine soziologisch fundierte objektive Bildauswahl zu treffen, sondern hat sich immer auch stark von seiner künstlerischen Sicht leiten lassen. Im Laufe der Jahre mag er wohl die prinzipielle Unabschließbarkeit des Projekts erkannt haben - was ihn nicht davon abgehalten hat, sich getreu seiner Arbeitsdevise Sehen, Beobachten, Denken weiter mit der Sache zu beschäftigen“[19]
- Thomas Hummitzsch schrieb in „Glanz&Elend Magazin für Literatur und Zeitkritik“: „Aus heutiger Sicht ist Sanders Werk nicht unumstritten.[…] Sander deshalb aber als fotografierenden Wegbereiter der nationalsozialistischen Rassenlehre zu bezeichnen, geht zu weit.[…] Seinen kategorisierenden Blick aber haben die Nationalsozialisten übernommen. So ist August Sander der Friedrich Nietzsche der Fotografie.“[20]
- Claudia Gabriele Philipp schrieb zur Ausgabe von 1980 „Erst 16 Jahre nach seinem Tod, da Sander nun auch international als ein ‚Balzac der Photographie‘ (‚Le Figaro‘) in Ansehen steht, wird ernsthaft der Versuch gemacht, seinen Willen so weit wie möglich zu vollstrecken […] Eine Vorstellung von dem, was August Sander wollte, wird durch die vorliegende Publikation sehr wohl gegeben […] Sander ist mit seinem geplanten Lebenswerk nie fertig geworden, er war beständig damit beschäftigt, umzusortieren, neuzuordnen, auszuwählen, zu verwerfen“[21]
- Behrang Samsami schrieb auf Literaturkritik.de: „August Sanders ‚Menschen des 20. Jahrhunderts‘ ist ein Klassiker der Fotografiegeschichte. Kein anderer aus seiner Zunft hat ein Werk geschaffen, das seinem in Konzeption, Umfang und Entstehungszeit ähnlich ist.“[22]
- Im Film Der Himmel über Berlin (1987) des Regisseurs Wim Wenders studiert der Charakter Homer (gespielt von Curt Bois) die Portraits aus Menschen des 20. Jahrhunderts (Ausgabe 1980) während eines Bibliothekbesuchs. Im Dokumentarfilm Aufzeichnungen zu Kleidern und Städten (1989) kommt der Bildband ebenfalls vor.[23]

### Wissenschaftliche Rezeption
- Johannes Kirschenmann, Bettina Uhlig „Typ. Habitus. Mensch – Porträtdarstellungen von Wilhelm Leibl, August Sander und Gillian Wearing“.[24]
- Annika Baacke „Fotografie zwischen Kunst und Dokumentation“.[25]

- Gerhard Schweppenhäuser „Sanders soziale Porträts: Das Beharren der Ständegesellschaft am Ende der liberalen Ära und die Wiederkehr des Universalienstreits in der Porträtfotografie des 20. Jahrhunderts“.[26]

### Rezeption durch Kolleginnen und Kollegen
Viele Photographen und Photographinnen sehen sich speziell bei ihren Menschenbildern in der Tradition von Sander und seinen Arbeiten:
- Jim Rakete nennt Sander, speziell wegen seiner Menschenphotographie, als eines seiner Vorbilder[27]
- Irving Penn ließ sich von Sanders Typenporträts beeinflussen.[28]
- Auch die auf den ersten Blick stilistisch sehr unterschiedliche Diane Arbus bezeichnete für ihr eigenes bildnerisches Werk August Sander als wichtigen Mentor.[29]
- Für Judith Joy Ross steht das Werk Menschen des 20. Jahrhunderts als Pate für ihre Portraitphotogaphie[30]
- Rineke Dijkstra nennt Sander neben Diane Arbus „als eine ihrer Inspirationsquelle im Bereich Fotografie“[31]
- Gabriele und Helmut Nothhelfer haben „ein deutsches Gesellschaftspanorama geschaffen, das berechtigterweise vielfach Assoziationen zu jenem in den zwanziger Jahren bekannt gewordenen Portraitwerk Menschen des 20. Jahrhunderts von August Sander hervorgerufen hat“[32]
- Mette Tronvoll sieht sich auch in der Tradition Sanders und der Neuen Sachlichkeit „I relate as much to August Sander and the neo-objectivist tradition as to a contemporary scene concerned with close reality and subjective experiences.“[33]

### The August Sander Project
Sarah H. Meister (The Museum of Modern Art (MoMa)) und Noam M. Elcott (Columbia University) leiten das auf fünf Jahre angelegtes Projekt The August Sander Project Im Rahmen des Projektes werden über fünf Jahre jedes Jahr neun bis zehn führende Kuratoren, Historiker und Künstler ins MoMa eingeladen, die in einer eintägigen Veranstaltung vor einer 'intimate group' von etwa 50 geladenen Fachleuten, Künstlern und Kuratoren ihr Wissen und ihre Erkenntnisse zum Projekt „Menschen des 20. Jahrhunderts“ präsentieren sollen. Bislang wurden vier Veranstaltungen abgehalten:
- 16. September, 2016[35]
- 15. September, 2017[36]
- 14. September 2018[37]
- 13. September 2019[38]

Das für 2020 geplante Treffen fand, bedingt durch die COVID-19-Pandemie, nicht statt, es wurde am 10. September 2021 als Onlineveranstaltung nachgeholt.
Zusammenfassungen der Vorträge sind teilweise über das MoMa abrufbar.

## Ausstellungen
- Gemeinschaftsausstellung Kölner Künstler 1. Kölnischer Kunstverein „Bildende Kunst in Köln 1927“[2]
- Analogien: Bernd & Hilla Becher, Peter Weller, August Sander – Photographische Industrielandschaften, Architekturen und Porträts Köln Photographische Sammlung/SK Stiftung Kultur Im Mediapark 7, 28. September bis 8. November 2020[40]
- August Sander: Meisterwerke – Photographien aus ‚Menschen des 20. Jahrhunderts‘, Köln Photographische Sammlung/SK Stiftung Kultur Im Mediapark, 7. September 2018 bis 27. Januar 2019[41]
- August Sander. Fotografien aus „Menschen des 20. Jahrhunderts“. Kunstmuseum Kloster Unser Lieben Frauen, Magdeburg, 11. April bis 15. Juni 2017
- August Sander. Ikonen des Portraitwerks „Menschen des 20. Jahrhunderts“. Centre national de l’audiovisuel Dudelange, Luxemburg, 29. Juni bis 29. September 2010[42]
- August Sander. Menschen des 20. Jahrhunderts. Fotomuseum Winterthur, 19. Januar bis 24. März 2002;[43] weitere Stationen: Rupertinum Salzburg, 26. Mai – 21. Juli 2002; San Francisco Museum of Art, 29. November 2002 – 23. Februar, 2003; Martin-Gropius-Bau Berlin, 10. Oktober 2003 – 11. Januar 2004; Städel Museum, Frankfurt am Main: 16. März – 2. Mai 2004; The Metropolitan Museum of Art, New York, 25. Mai – 19. September 2004.
- August Sander. Menschen des 20. Jahrhunderts. Raum 1, 2, Köln Photographische Sammlung/SK Stiftung Kultur Im Mediapark, 21. September bis 18. November 2001

## Ausgaben
- August Sander: Antlitz der Zeit. Sechzig Aufnahmen deutscher Menschen des 20. Jahrhunderts Mit einer Einleitung von Alfred Döblin. Kurt Wolff Verlag/Transmare Verlag, München 1929.
- August Sander: Deutschenspiegel : Menschen d. 20. Jahrhunderts Mit einer Einleitung von Heinrich Lützeler S. Mohn 1962
- August Sander: Menschen ohne Maske Mit einem biographischen Text von Gunther Sander und einem Vorwort von Golo Mann Bucher Verlag 1971. ISBN 3-7658-0130-5
- August Sander: Menschen des 20. Jahrhunderts: Portraitphotographien von 1892 - 1952 / August Sander. Hrsg. von Gunther Sander. Text von Ulrich Keller Schirmer/Mosel. 431 Seiten. Deutsche, gebundene Ausgabe 1980: ISBN 3-921375-42-8. Taschenbuch-Ausgabe 1994: ISBN 3-88814-723-9.
- August Sander: Menschen des 20. Jahrhunderts Schirmer/Mosel, 2002, ISBN 3-8296-0006-2. 1436 Seiten. 619 Tritone-Tafeln. Gebunden mit Schutzumschlägen, in Schuber. (Band I Der Bauer: 272 Seiten/115 Tafeln, dunkelblauer Leineneinband. Band II Der Handwerker: 152 Seiten/63 Tafeln, grüner Leineneinband. Band III Die Frau: 172 Seiten/74 Tafeln, weinroter Leineneinband. Band IV Die Stände: 280 Seiten/127 Tafeln, ockerfarbener Leineneinband. Band V Die Künstler: 204 Seiten/90 Tafeln, blutroter Leineneinband. Band VI Die Großstadt: 300 Seiten/134 Tafeln, hellblauer Leineneinband. Band VII Die letzten Menschen: 56 Seiten/16 Tafeln, schwarzer Leineneinband.) Herausgegeben von der Photographischen Sammlung/SK Stiftung Kultur, Köln. Bearbeitet und neu zusammengestellt von Susanne Lange, Gabriele Conrath-Scholl, Gerd Sander. Deutsch/Englisch/Französisch.
- August Sander: Menschen des 20. Jahrhunderts Die Gesamtausgabe in einem Band Schirmer/Mosel, 2010. Deutsch. Gebunden mit Schutzumschlag. ISBN 978-3-8296-0500-7; People of the 20th Century New, revised edition 2013-03-30. English. Hardcover: ISBN 978-3-8296-0644-8. 808 pages.
- August Sander: Menschen des 20. Jahrhunderts Die Gesamtausgabe in einem Band Schirmer/Mosel, Mai/Oktober 2021, ISBN 978-3-8296-0500-7. (Gebundene Ausgabe, Neuauflage, 808 Seiten, 619 Duotone-Tafeln, 23 × 29 cm)[44]